# Levantamento de peso nos Jogos Pan-Americanos de 2023 - Qualificação
Abaixo está o sistema de qualificação e os comitês olímpicos nacionais qualificados ao Levantamento de peso nos Jogos Pan-Americanos de 2023, programado para ser realizado em Santiago, no Chile.

## Sistema de qualificação
Um total de 136 halterofilistas (68 por gênero) qualificaram para competir nos jogos. Uma nação poderia inscrever até oito atletas (quatro por gênero). O país-sede (Chile) qualificou automaticamente a equipe máxima. Todas as outras nações qualificaram através dos resultados combinados dos Campeonatos Pan-Americanos de 2021 e de 2022. Dois convites foram concedidos(um por gênero)> Vagas extras foram concedidas aos vencedores das respectivas categorias nos Jogos Pan-Americanos Júnior de 2021.

## Linha do tempo de qualificação
| Eventos                                                  | Data                    | Local              |
| -------------------------------------------------------- | ----------------------- | ------------------ |
| Campeonato Pan-Americano de Levantamento de peso de 2021 | 1–8 de novembro de 2021 | Guaiaquil, Equador |
| Campeonato Pan-Americano de Levantamento de peso de 2022 | 22–29 de julho de 2022  | Bogotá, Colômbia   |

## Sumário de qualificação
Um total de 27 CON's qualificaram halterofilistas. As vagas foram distribuídas utilizando os resultados dos eventos de qualificação e após discussões com os CON's.
| NOC                                 | Men | Women | Total athletes |
| ----------------------------------- | --- | ----- | -------------- |
| ARG Argentina                       | 3   | 2     | 5              |
| ARU Aruba                           | 0   | 1     | 1              |
| IOA Atletas Olímpicos Independentes | 3   | 0     | 3              |
| BAR Barbados                        | 0   | 1     | 1              |
| BOL Bolívia                         | 2   | 1     | 3              |
| BRA Brasil                          | 3   | 3     | 6              |
| CAN Canadá                          | 3   | 3     | 6              |
| CHI Chile                           | 4   | 4     | 8              |
| COL Colômbia                        | 8   | 6     | 14             |
| CRC Costa Rica                      | 2   | 2     | 4              |
| CUB Cuba                            | 3   | 3     | 6              |
| ESA El Salvador                     | 1   | 0     | 1              |
| ECU Equador                         | 5   | 4     | 9              |
| USA Estados Unidos                  | 4   | 5     | 9              |
| GUY Guiana                          | 1   | 0     | 1              |
| HAI Haiti                           | 1   | 0     | 1              |
| HON Honduras                        | 1   | 2     | 3              |
| JAM Jamaica                         | 0   | 1     | 1              |
| MEX México                          | 4   | 5     | 9              |
| NCA Nicarágua                       | 2   | 2     | 4              |
| PAN Panamá                          | 1   | 1     | 2              |
| PAR Paraguai                        | 2   | 2     | 4              |
| PER Peru                            | 2   | 3     | 5              |
| PUR Porto Rico                      | 3   | 3     | 6              |
| DOM República Dominicana            | 4   | 5     | 9              |
| URU Uruguai                         | 2   | 2     | 4              |
| VEN Venezuela                       | 4   | 4     | 8              |
| Total: 27 CONs                      | 68  | 68    | 136            |

## Jogos Pan-Americanos Júnior de 2021

### Masculino
| Categoria | CON          | Name           |
| --------- | ------------ | -------------- |
| 61 kg     | COL Colômbia | Estiven Villar |
| 73 kg     | COL Colômbia | Juan Martinez  |
| 89 kg     | ECU Equador  | Iván Escudero  |
| 102 kg    | COL Colômbia | Yeison Lopez   |
| +102 kg   | COL Colômbia | Luis Quiñones  |
| Total     | 5            |                |

### Feminino
| Categoria | CON                      | Name              |
| --------- | ------------------------ | ----------------- |
| 49 kg     | DOM República Dominicana | Dahiana Ortiz     |
| 59 kg     | COL Colômbia             | Concepción Úsuga  |
| 71 kg     | COL Colômbia             | Julieth Rodríguez |
| 81 kg     | USA Estados Unidos       | Olivia Reeves     |
| +81 kg    | MEX México               | Abdeel Rodriguez  |
| Total     | 5                        |                   |

## Ranking masculino
Abaixo está a lista de países que conquistaram vagas para os eventos masculinos.
- País-sede:' 4 atletas
- Equipes 1ª–6ª: 4 atletas
- Equipes 7ª–12ª: 3 atletas
- Equipes 13ª–18ª: 2 atletas
- Equipes 19ª–22ª: 1 atletas
- Convite: 1 atleta

| Posição | Vagas | CON                                 |
| ------- | ----- | ----------------------------------- |
| –       | 4     | CHI Chile                           |
| 1       | 4     | COL Colômbia                        |
| 2       | 4     | MEX México                          |
| 3       | 4     | DOM República Dominicana            |
| 4       | 4     | ECU Equador                         |
| 5       | 4     | VEN Venezuela                       |
| 6       | 4     | USA Estados Unidos                  |
| 7       | 3     | EAI Equipe de Atletas Independentes |
| 8       | 3     | PUR Porto Rico                      |
| 9       | 3     | CAN Canadá                          |
| 10      | 3     | BRA Brasil                          |
| 11      | 3     | CUB Cuba                            |
| 12      | 3     | ARG Argentina                       |
| 13      | 2     | PER Peru                            |
| 14      | 2     | CRC Costa Rica                      |
| 15      | 2     | URU Uruguai                         |
| 16      | 2     | NCA Nicarágua                       |
| 17      | 2     | PAR Paraguai                        |
| 18      | 2     | BOL Bolívia                         |
| 19      | 1     | HON Honduras                        |
| 20      | 1     | PAN Panamá                          |
| 21      | 1     | HAI Haiti                           |
| 22      | 1     | ESA El Salvador                     |
| WC      | 1     | GUY Guiana                          |
|         | 63    |                                     |

## Ranking feminino
Abaixo está a lista de países que conquistaram vagas para os eventos femininos.
- País-sede:' 4 atletas
- Equipes 1ª–6ª: 4 atletas
- Equipes 7ª–12ª: 3 atletas
- Equipes 13ª–18ª: 2 atletas
- Equipes 19ª–22ª: 1 atletas
- Convite: 1 atleta

| Posição | Vagas | CON                                 |
| ------- | ----- | ----------------------------------- |
| –       | 4     | CHI Chile                           |
| 1       | 4     | COL Colômbia                        |
| 2       | 4     | USA Estados Unidos                  |
| 3       | 4     | MEX México                          |
| 4       | 4     | DOM República Dominicana            |
| 5       | 4     | ECU Equador                         |
| 6       | 4     | VEN Venezuela                       |
| 7       | 3     | BRA Brasil                          |
| 8       | 3     | CAN Canadá                          |
| 9       | 3     | PER Peru                            |
| 10      | 3     | PUR Porto Rico                      |
| 11      | 3     | EAI Equipe de Atletas Independentes |
| 12      | 3     | CUB Cuba                            |
| 13      | 2     | URU Uruguai                         |
| 14      | 2     | ARG Argentina                       |
| 15      | 2     | NCA Nicarágua                       |
| 16      | 2     | CRC Costa Rica                      |
| 17      | 2     | PAR Paraguai                        |
| 18      | 2     | HON Honduras                        |
| 19      | 1     | BOL Bolívia                         |
| 20      | 1     | PAN Panamá                          |
| 21      | 1     | ARU Aruba                           |
| 22      | 1     | BAR Barbados                        |
| WC      | 1     | JAM Jamaica                         |
|         | 63    |                                     |